# Gowthameshwara, Chikmagalur
Gowthameshwara là một làng thuộc tehsil Chikmagalur, huyện Chikmagalur, bang Karnataka, Ấn Độ.